# Diocèse de Barreiras
Le diocèse de Barreiras (en latin, Dioecesis Barreriensis) est une circonscription ecclésiastique de l'Église catholique au Brésil.
Son siège se situe dans la ville de Barreiras, dans l'État de Bahia. Créé en 1979, il est suffragant de l'archidiocèse de Feira de Santana et s'étend sur 76 054 km2.
Son évêque depuis 2020 est Mgr Moacir Silva Arantes.